# 실바 (성경 인물)
실바 또는 질파(히브리어: זִלְפָּה Zīlpā, 불확실함을 의미)는 창세기에서 레아가 야곱에게 자녀를 낳기 위해 아내처럼 준 레아의 여종으로 추정되는 노예였다(창세기 30:9). 실바는 두 아들을 낳았고, 레아는 그들의 이름을 갓과 아셀이라고 주장했다(창 30:10-13).
실바는 레아가 야곱과 결혼할 때 레아의 아버지 라반이 여종으로 레아에게 준 것이다(창세기 29:24, 46:18 참조). 초기 랍비 주석인 피르케 데 랍비 엘리에젤(Pirke De-Rabbi Eliezer)에 따르면, 각각 레아와 라헬의 여종인 실바와 빌하는 실제로 라반의 어린 딸이었다.
실바는 또한 아들을 낳기 위해 야곱의 아내들 사이의 경쟁에 등장한다. 레아는 넷째 아들을 낳은 후 임신을 멈췄고, 이때 아직 아이를 낳지 못한 라헬은 자신의 시녀 빌하를 야곱에게 아내로 주면서 아이를 낳게 했다. 빌하가 두 아들을 잉태했을 때 레아는 같은 생각을 취하고 그녀를 통해 자녀를 가질 수 있도록 실바를 야곱에게 제공한다. 레아는 실바의 두 아들을 지명하고 양육에 직접 관여한다.
11세기 주석가인 라시(Rashi)에 따르면, 실바는 빌하보다 어렸고, 그녀를 레아에게 주기로 한 라반의 결정은 그가 야곱을 속여 라헬보다 나이가 많은 레아와 결혼시키기 위해 사용한 속임수의 일부였다. 결혼식 다음 날 라반은 야곱에게 “형보다 아우를 먼저 주는 것은 우리 지방에서 하지 아니하는 일”(창 29:26)이라고 설명했다. 그러나 밤에 라반은 속임수를 가리기 위해 베일을 쓴 신부에게 여종 중 동생을 주었으므로 야곱은 자신이 실제로 자매 중 어린 라헬과 결혼하고 있다고 생각할 것이다.
유대 전통에서 질바는 티베리아스에 있는 여족장의 무덤에 묻힌 것으로 여겨진다.